# Муллажонов, Лазизбек
Лазизбек Хасанжон Угли Муллажонов (узб. Lazizbek Hasanjon Ugli Mullojonov; род. 13 мая 1999, Ферганский район, Ферганская область) — узбекистанский боксёр-любитель и профессионал, выступающий в первой тяжёлой и в тяжёлой весовых категориях. Член национальной сборной Узбекистана по боксу, Олимпийский чемпион 2024 года, бронзовый призёр чемпионата мира (2023), чемпион Азии (2022), чемпион мира среди военнослужащих (2021), многократный чемпион Узбекистана, многократный победитель и призёр международных и национальных турниров в любителях. Узбекистон ифтихори (2024).
Лучшая позиция по рейтингу BoxRec — 93-я (июнь 2025) и является 2-м среди узбекских боксёров (после Баходира Жалолова) тяжёлой весовой категории, — входя в ТОП-95 лучших тяжёловесов всего мира.

## Биография
Лазизбек Муллажонов родился 13 мая 1999 года в городе Фергана, в Узбекистане.

## Любительская карьера

### 2021 год
В конце сентября 2021 года стал чемпионом мира на 58-м чемпионате мира среди военнослужащих в Москве (Россия) проведённого под эгидой Международного совета военного спорта, где он в полуфинале раздельным решением судей (4:1) победил армянина Давида Чалояна, и в финале раздельным решением судей (3:1) победил опытного россиянина Святослава Тетерина.
В конце октября — в начале ноября 2021 года в Белграде (Сербия), участвовал в чемпионате мира в категории свыше 92 кг. Где в 1/16 финала победил по очкам опытного иранца Пуриа Амири, в 1/8 финала по очкам победил англичанина Делишеса Ори, но в четвертьфинале по очкам в конкурентном бою проиграл армянину Давиду Чалояну, — который в итоге стал серебряным призёром этого чемпионата мира.

### 2022—2023 годы
В феврале 2022 года стал чемпионом в весе свыше 92 кг престижного международного турнира «Странджа» проходившем в Софии (Болгария), где он в четвертьфинале единогласным решением судей победил опытного россиянина Ярослава Дороничева, затем в полуфинале по очкам победил казаха Нурлана Сапарбая, и в финале победил по очкам опытного немецкого боксёра Нелви Тиафака.
В ноябре 2022 года впервые стал чемпионом Азии в Аммане (Иордания) в категории свыше 92 кг, в финале победив казаха Камшыбека Кункабаева.
В декабре 2022 году стал чемпионом Узбекистана в весе свыше 92 кг, в финале победив Жахонгира Закирова.
В мае 2023 года, в Ташкенте (Узбекистан) стал бронзовым призёром чемпионата мира в весе до 92 кг. Где он в 1/16 финала соревнований по очкам единогласным решением судей (5:0) победил колумбийца Марлона Уртадо, затем в 1/8 финала по очкам единогласным решением судей (5:0) победил опытного грузина Георгия Тчигладзе, в четвертьфинале по очкам раздельным решением судей (4:1) победил опытного кубинца Хулио Сесара Ла Круса, но в полуфинале по очкам раздельным решением судей (1:4) проиграл опытному россиянину Муслиму Гаджимагомедову, — который в итоге стал чемпионом мира 2023 года.
А в октябре 2023 года участвовал на Азиатских играх в Ханчжоу (Китай), в весе до 92 кг, но в четвертьфинале по очкам раздельным решением судей (1:4) проиграл китайцу Ханю Сюэчженю.

### 2024 год
В марте 2024 года, в городе Бусто-Арсицио (Италия) участвовал в 1-м мировом Олимпийском квалификационном турнире, где он дошёл до четвертьфинала в весе до 92 кг, в котором по очкам со счётом 5:0 победил опытного грузина Георгия Кушиташвили, и завоевать лицензию для участия в Парижской Олимпиаде-2024.

## Профессиональная карьера
29 января 2021 года в Москве (Россия) дебютировал на профессиональном ринге, досрочно техническим нокаутом во 2-м раунде победив россиянина Александра Степанова (2-2).
26 августа 2023 года во Вроцлаве (Польша), в андеркарте поединка «Александр Усик — Даниель Дюбуа», досрочно техническим нокаутом в 1-м раунде победил небитого казахстанского боксёра Нурсултана Аманжолова (5-0), — который остался несогласным с решением рефери после быстрой остановки боя без отсчёта нокдауна, отказавшись уходить в свой угол, и даже несколько раз толкнул рефери призывавшего его к порядку.
29 января 2025 года в Ташкенте (Узбекистан) победил техническим нокаутом во 2-м раунде малоизвестного 35-летнего соотечественника Руслана Амирамова (1-0)

### WBC Grand Prix
В апреле 2025 года в Саудовской Аравии принял участие в проекте Турки Аль Аш-Шейха и WBC – Гран-при WBC. 
На стадии 1/16 встретился с 18-летним малоизвестным панамцем Марвином Мендосой (6-1-1). В первом раунде полностью доминировав над оппонентом во всех компонентах, сломал ему нос. Во втором раунде панамец продолжал идти вперед с высоким блоком, а Лазизбек расстреливал его прямыми и боковыми. В третьем раунде характер поединка стал односторонний - панамец получал удары через блок и в обход блока. Рефери остановил бой. TKO 3.
На стадии 1/8 финала прошедшей в Эр-Рияде 21 июня уверенно победил марокканца Юнесса Бааллу (2-0). Бой выдался односторонним, Лазизбек с легкостью перерабатывал инетрного марокканца. Было видно, что узбек выше классом, а Бааллу не пытался активизироваться. Во второй половине боя угол марокканца потребовал взвинитить темп, Бааллу попытался, но всё равно проиграл все раунды. Счёт: 60—54 трижды.

## Статистика профессиональных боёв
В таблице перечислены результаты всех поединков боксёров.
В каждой строке указан результат поединка. Дополнительно номер поединка обозначен цветом, который обозначает итог поединка. Расшифровка обозначений и цветов представлена в нижеследующей таблице.
| Пример | Расшифровка                     |
| ------ | ------------------------------- |
|        | Победа                          |
|        | Ничья                           |
|        | Поражение                       |
|        | Планируемый поединок            |
|        | Поединок признан несостоявшимся |
| КО     | Нокаут                          |
| ТКО    | Технический нокаут              |
| PTS    | Решение судей (по очкам)        |
| UD     | Единогласное решение судей      |
| MD     | Решение большинства судей       |
| SD     | Раздельное решение судей        |
| RTD    | Отказ от продолжения боя        |
| DQ     | Дисквалификация                 |
| NC     | Поединок признан несостоявшимся |

| 7 поединков, 7 победы (6 нокаутом). | 7 поединков, 7 победы (6 нокаутом). | 7 поединков, 7 победы (6 нокаутом). | 7 поединков, 7 победы (6 нокаутом). | 7 поединков, 7 победы (6 нокаутом).  | 7 поединков, 7 победы (6 нокаутом). | 7 поединков, 7 победы (6 нокаутом). |
| Бой                                 | Рекорд                              | Дата боя                            | Соперник                            | Место проведения боя                 | Раундов, время                      | Дополнительно                       |
| ----------------------------------- | ----------------------------------- | ----------------------------------- | ----------------------------------- | ------------------------------------ | ----------------------------------- | ----------------------------------- |
| 4                                   | 4-0                                 | 26 августа 2023                     | Нурсултан Аманжолов (5-0)           | Стадион Вроцлав, Вроцлав, Польша     | TKO 1 (8), 2:13                     |                                     |
| 3                                   | 3-0                                 | 13 августа 2022                     | Майкл Бассетт (2-5)                 | Хумо Арена, Ташкент, Узбекистан      | TKO 2 (6), 1:04                     |                                     |
| 2                                   | 2-0                                 | 4 июня 2021                         | Антон Сёмкин (14-14-1)              | Сибур Арена, Санкт-Петербург, Россия | KO 2 (6), 0:31                      |                                     |
| 1                                   | 1-0                                 | 29 января 2021                      | Александр Степанов (2-2)            | УСК «Крылья Советов», Москва, Россия | TKO 2 (6), 1:05                     | Дебют в профессиональном боксе.     |
| Бой                                 | Рекорд                              | Дата боя                            | Соперник                            | Место проведения боя                 | Раундов, время                      | Дополнительно                       |